# Rheden (Niederlande)
Rheden (anhörenⓘ) ist eine niederländische Gemeinde der Provinz Gelderland und hatte am 1. Januar 2025 nach Angaben des CBS 43.785 Einwohner. Das Gemeindegebiet umfasst eine Fläche von 84,35 km², wovon rund 3 km² Wasser- und 34 km² Waldflächen sind.

## Orte
Die Gemeinde Rheden umfasst folgende Dörfer (zwischen Klammern die Einwohnerzahl, Stand: 1. Jan. 2024):
- Velp (18.375), mehr oder weniger ein Vorort von Arnhem
- Rheden (7.850)
- Dieren (13.525)
- De Steeg (1.080); hier befindet sich die Gemeindeverwaltung
- Ellecom (980)
- Laag-Soeren (905), ein ehemaliger Kurort
- Spankeren (945)

### Bilder

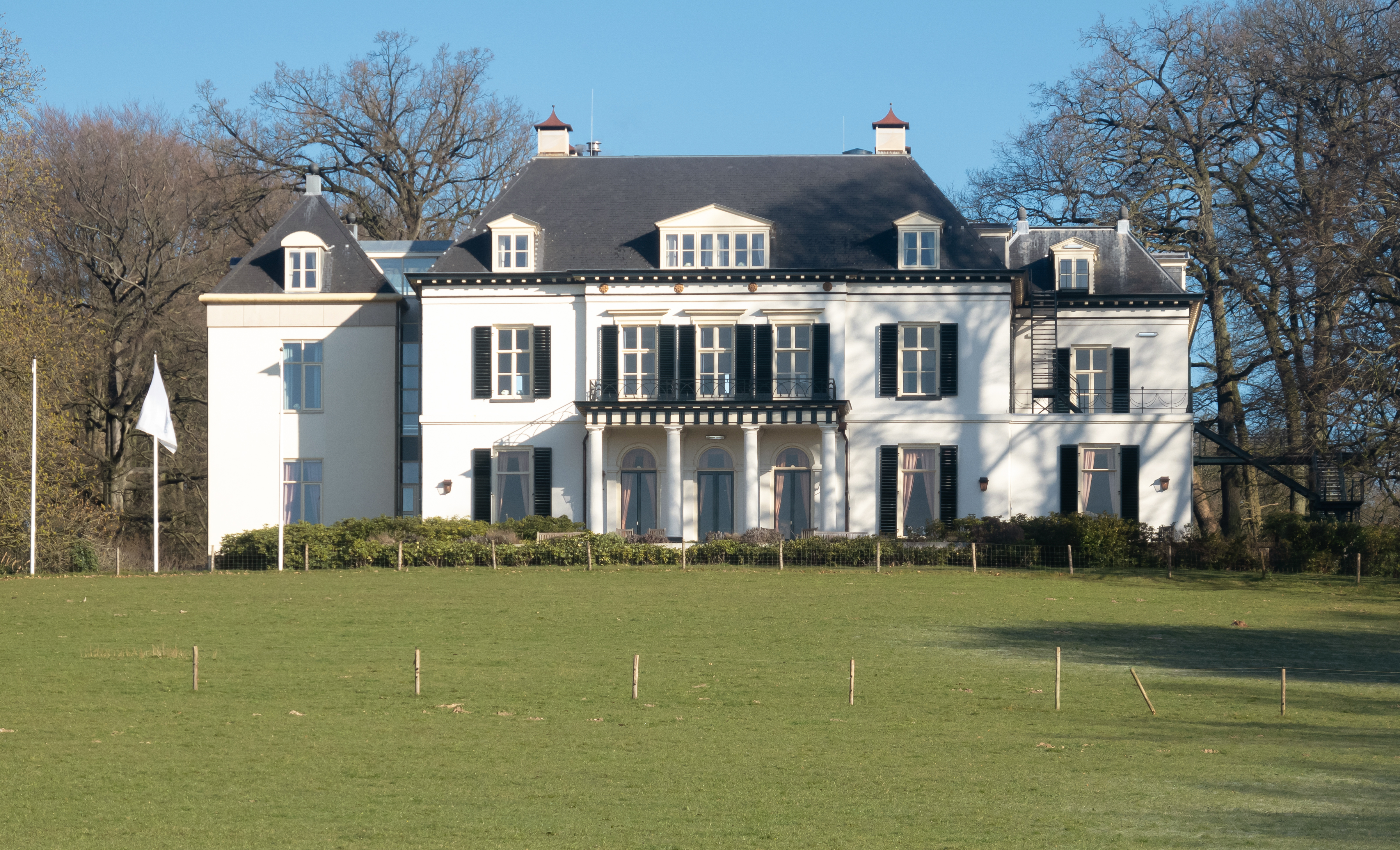
Rheden, Landhaus: de Valkenberg
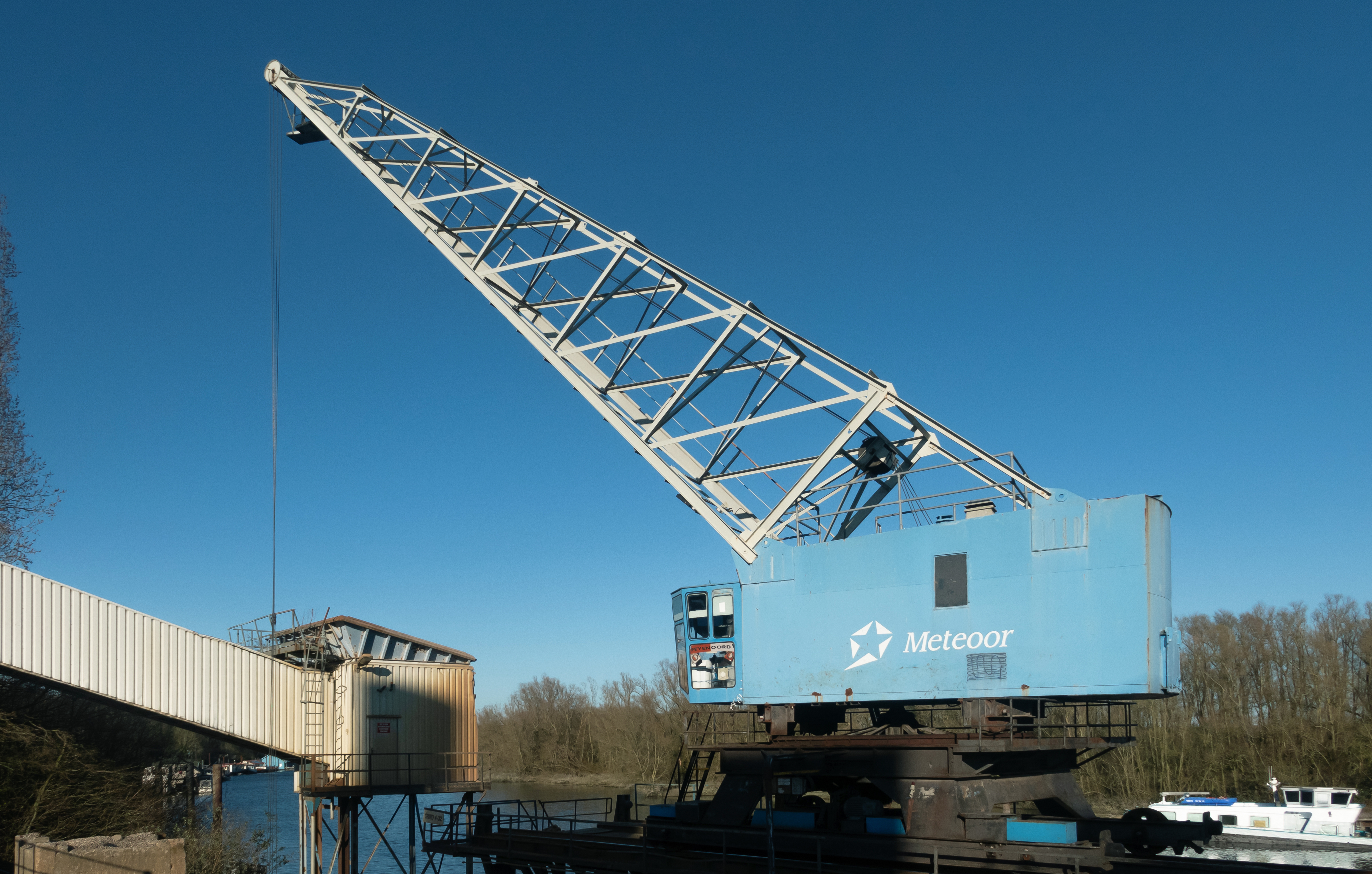
Rheden, Kran in der Betonfabrik De Meteoor
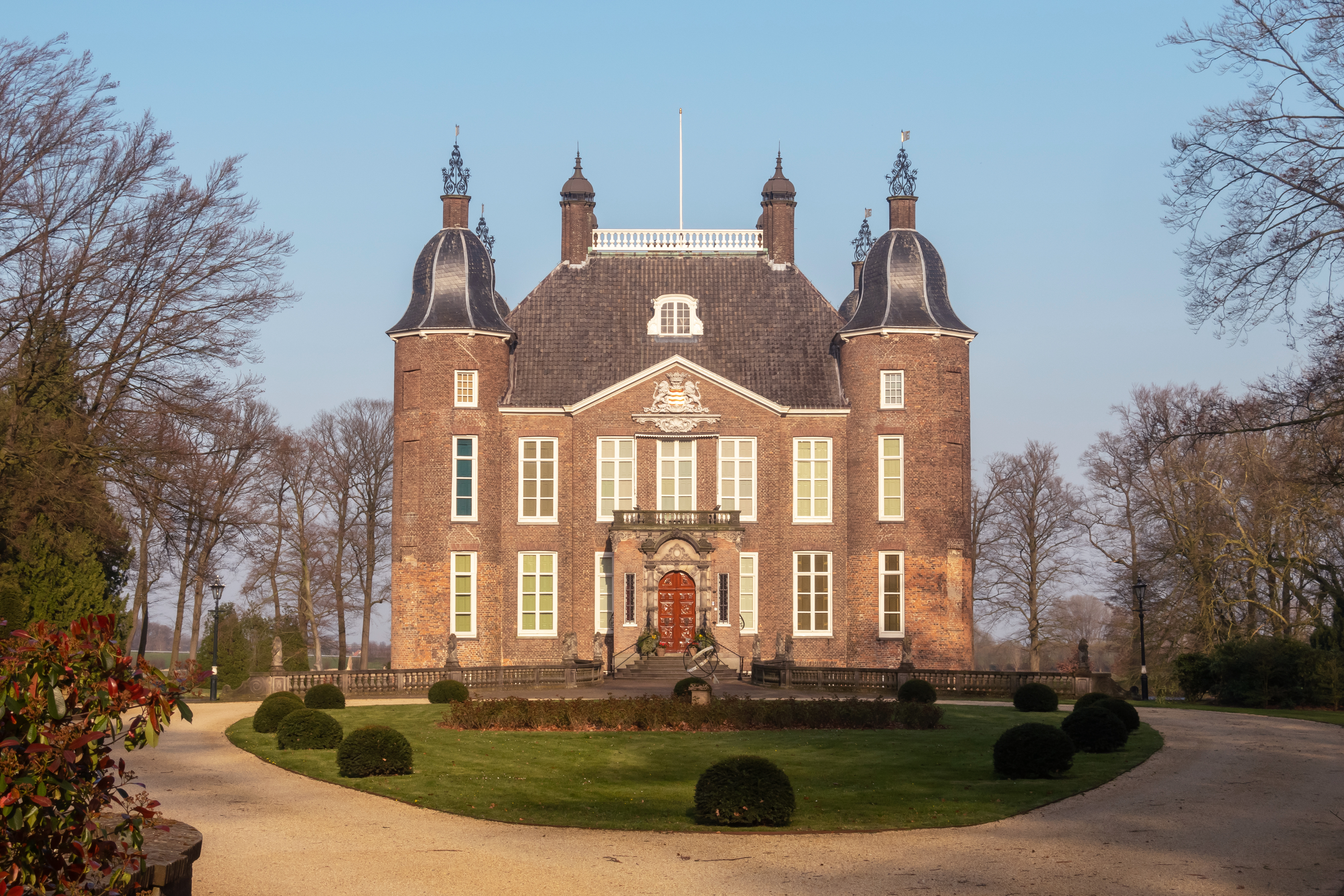
Velp, Schloss: het Biljoen
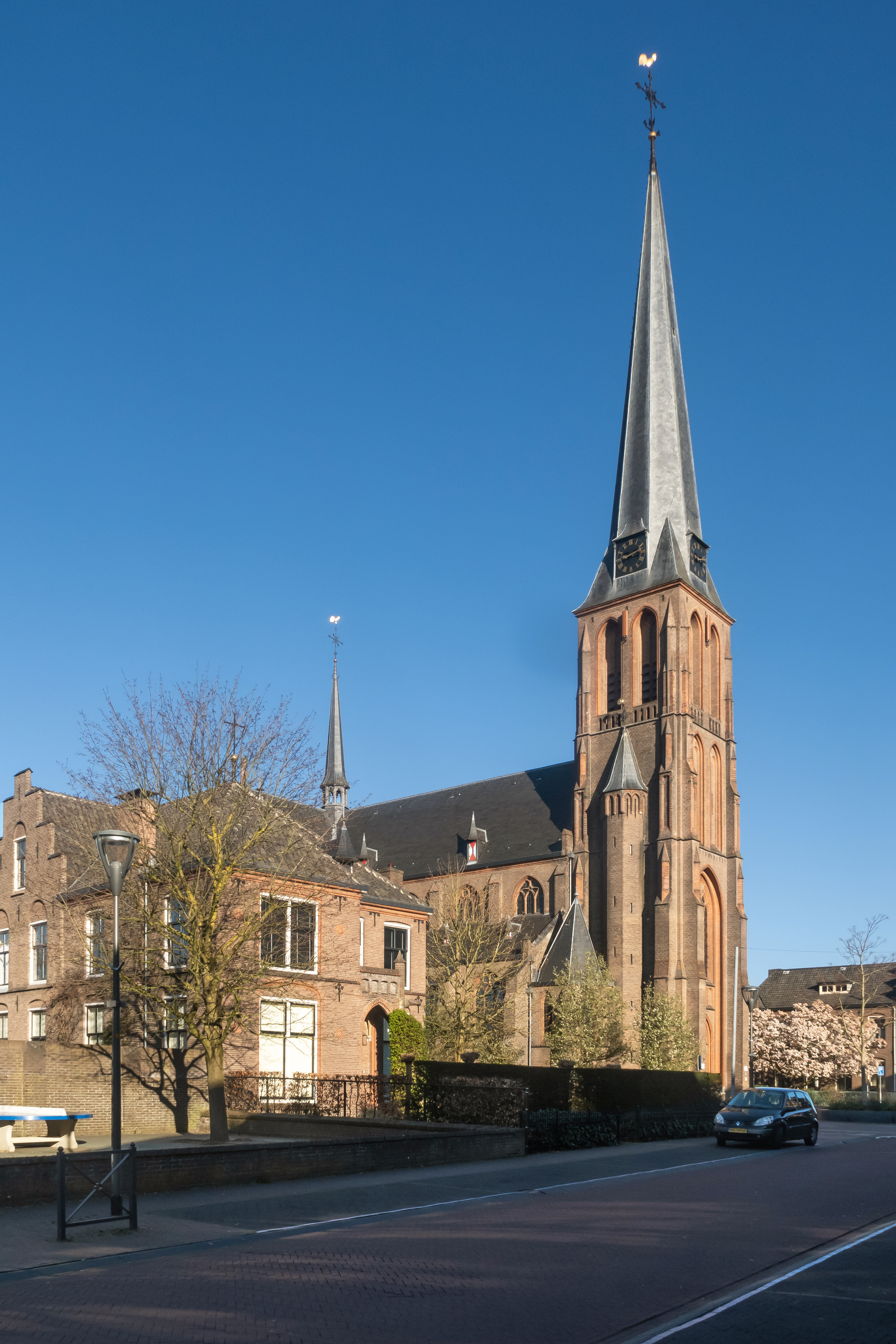
Velp, Kirche: Onze Lieve Vrouw Visitatiekerk
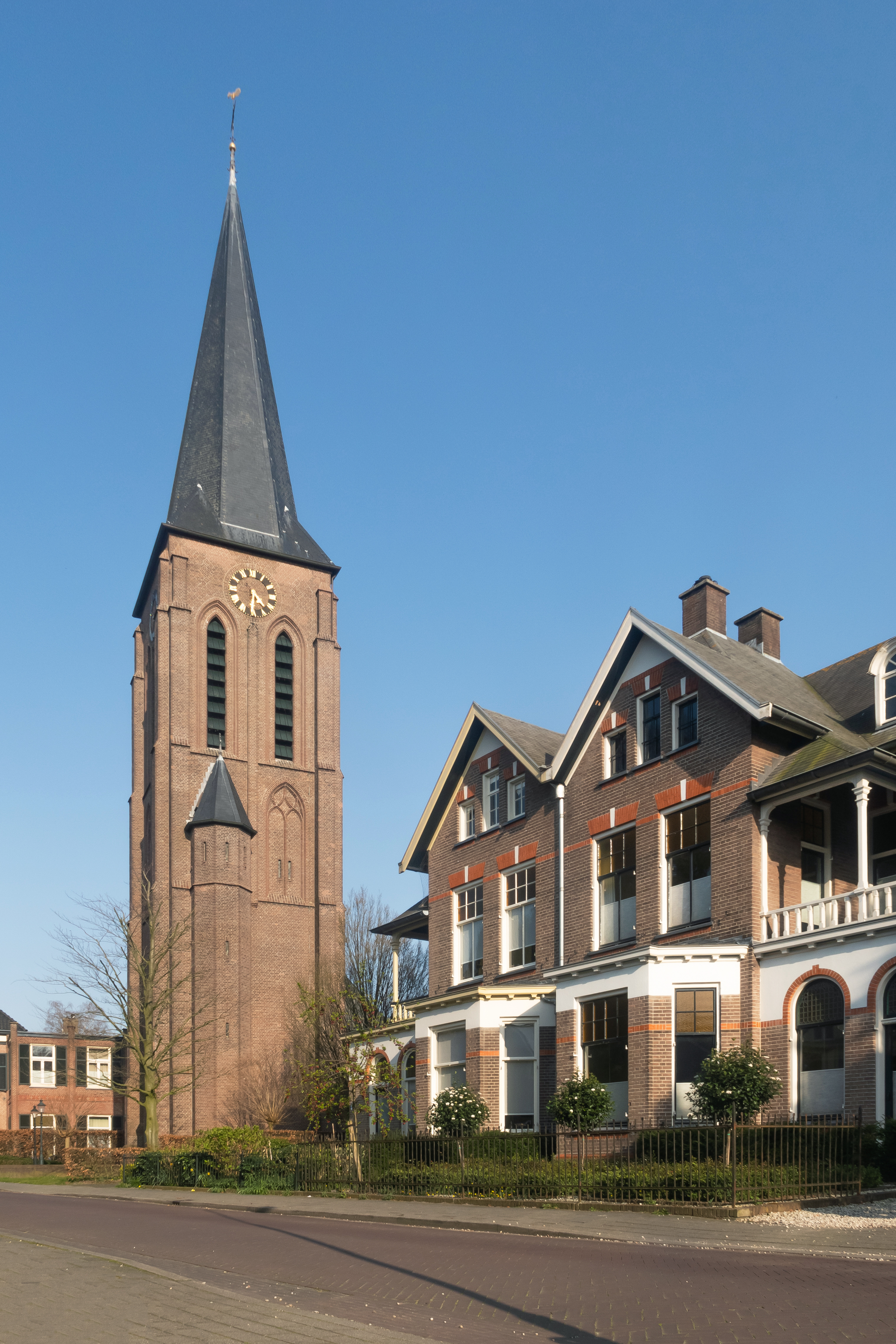
Dieren, Turm: de Dierense toren
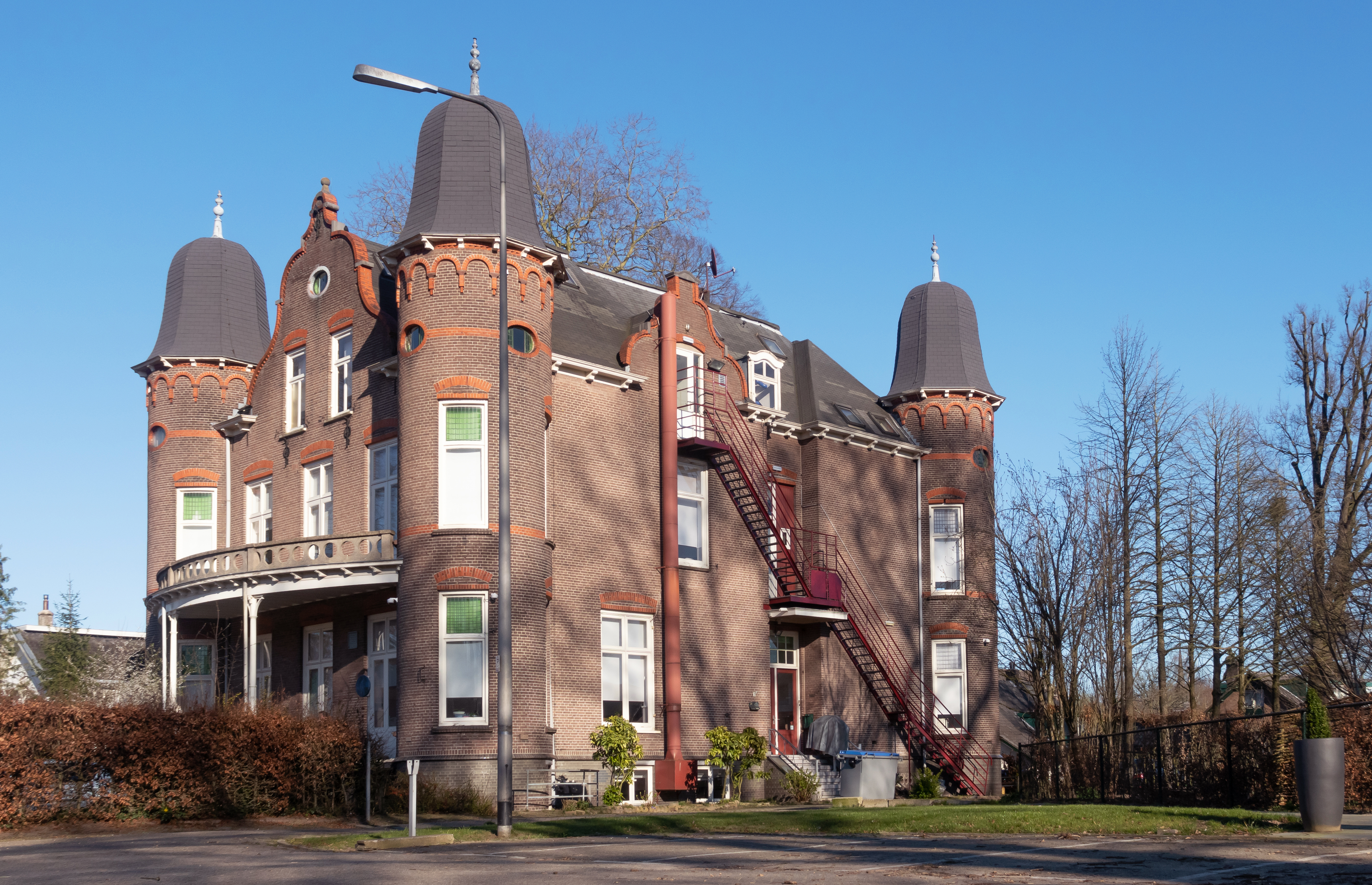
De Steeg, Landhaus: Huize Rhederpark
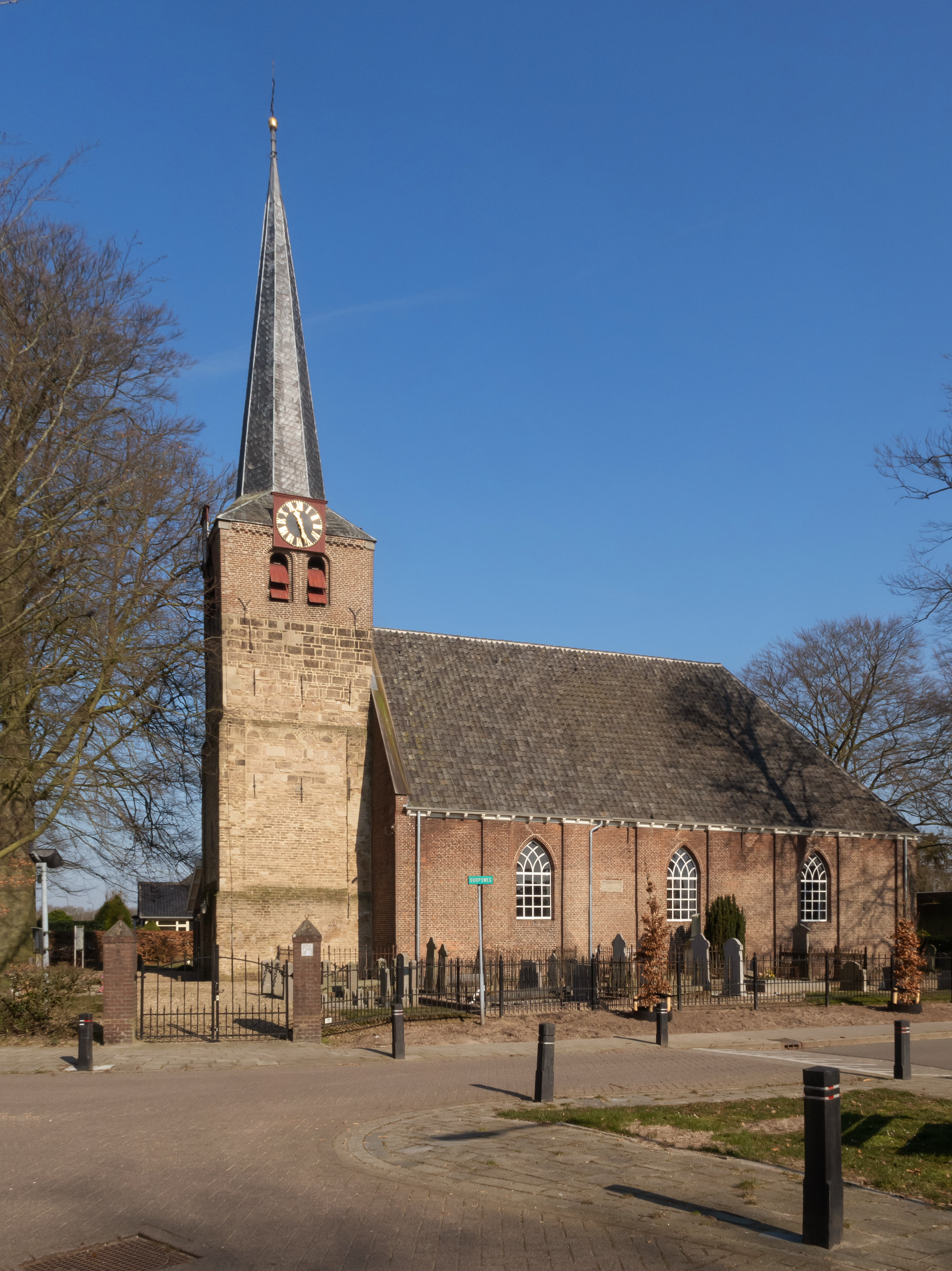
Spankeren, reformierte Kirche
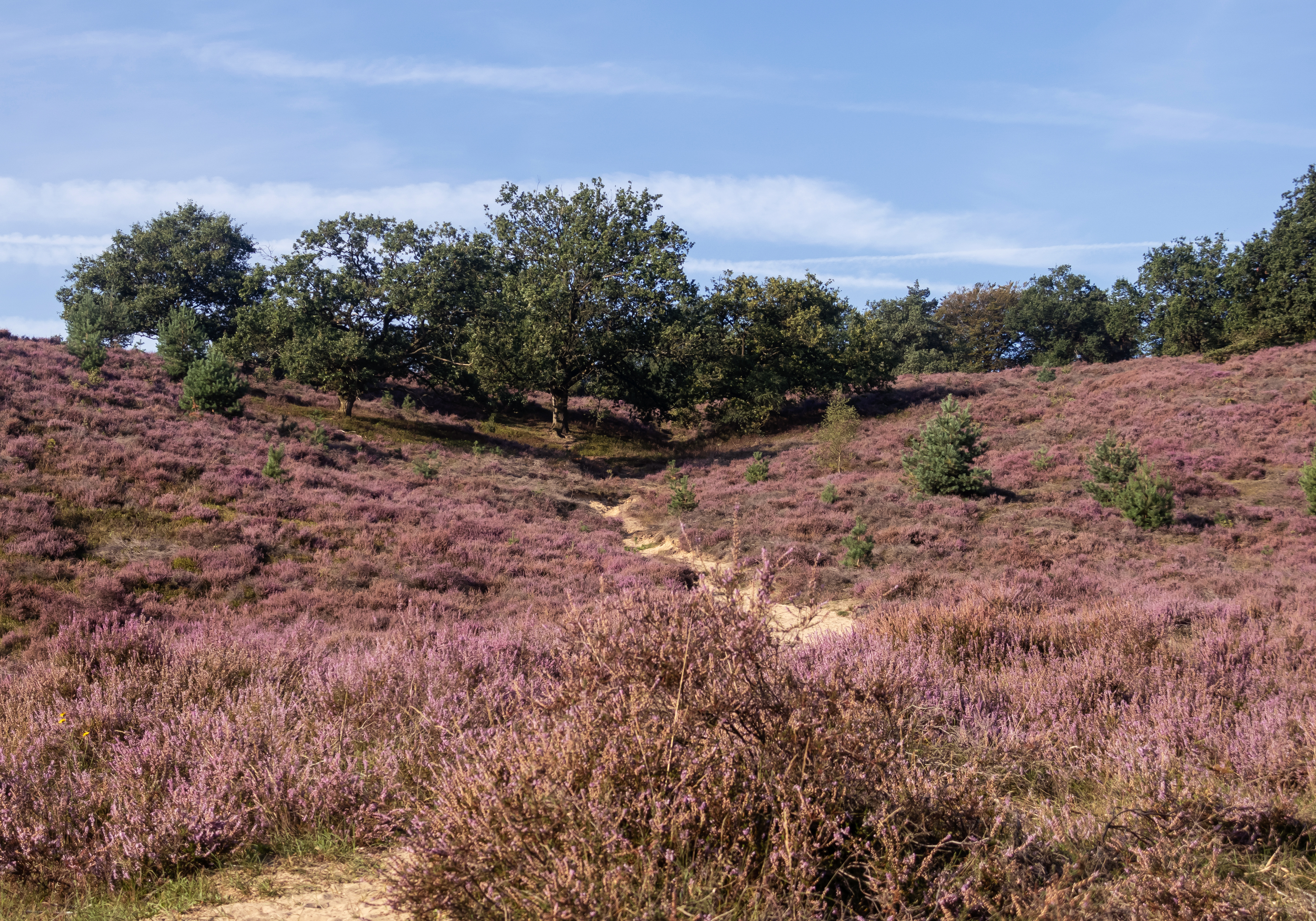
Die Posbank

## Politik

### Sitzverteilung im Gemeinderat
Der Gemeinderat wird seit 1982 folgendermaßen gebildet:
| Partei                      | Sitze | Sitze | Sitze | Sitze | Sitze | Sitze | Sitze | Sitze | Sitze | Sitze | Sitze |
| Partei                      | 1982  | 1986  | 1990  | 1994  | 1998  | 2002  | 2006  | 2010  | 2014  | 2018  | 2022  |
| --------------------------- | ----- | ----- | ----- | ----- | ----- | ----- | ----- | ----- | ----- | ----- | ----- |
| GroenLinks                  | –     | –     | 2     | 2     | 2     | 2     | 2     | 3     | 2     | 3     | 5     |
| D66                         | 1     | 1     | 3     | 4     | 1     | 1     | 0     | 3     | 5     | 3     | 4     |
| VVD                         | 8     | 6     | 5     | 6     | 6     | 5     | 4     | 6     | 4     | 5     | 4     |
| PvdA                        | 11    | 13    | 10    | 8     | 8     | 6     | 7     | 5     | 4     | 4     | 4     |
| PPR                         | 11    | –     | –     | –     | –     | –     | –     | –     | –     | –     | –     |
| PSP                         | 11    | –     | –     | –     | –     | –     | –     | –     | –     | –     | –     |
| GPR Burgerbelangen a b      | –     | –     | –     | –     | –     | –     | –     | –     | 1     | 3     | 4     |
| CDA                         | 9     | 8     | 9     | 6     | 5     | 5     | 4     | 4     | 4     | 4     | 3     |
| Volkspartij Politiek Rheden | –     | –     | –     | –     | –     | –     | –     | –     | –     | –     | 2     |
| ChristenUnie                | –     | –     | –     | –     | –     | 1     | 1     | 1     | 1     | 1     | 1     |
| SP                          | –     | –     | –     | –     | –     | –     | 3     | 2     | 5     | 4     | –     |
| Gemeentebelangen a          | –     | –     | –     | –     | 3     | 5     | 6     | 3     | 1     | –     | –     |
| Ouderen Politiek Actief     | –     | –     | –     | –     | –     | –     | –     | –     | 0     | –     | –     |
| Groep Hop                   | –     | –     | –     | –     | –     | –     | –     | 0     | 0     | –     | –     |
| Leefbaar Rheden c           | –     | –     | –     | –     | –     | 2     | 0     | –     | –     | –     | –     |
| Algemeen Ouderen Verbond c  | –     | –     | –     | –     | 1     | –     | –     | –     | –     | –     | –     |
| Unie 55+ c                  | –     | –     | –     | –     | 1     | –     | –     | –     | –     | –     | –     |
| GPV                         | 0     | 0     | 0     | 1     | 1     | –     | –     | –     | –     | –     | –     |
| RPF                         | 0     | 0     | –     | 1     | 1     | –     | –     | –     | –     | –     | –     |
| SGP                         | 0     | 0     | –     | –     | –     | –     | –     | –     | –     | –     | –     |
| Radikaal Links              | –     | 1     | –     | –     | –     | –     | –     | –     | –     | –     | –     |
| CPN                         | 0     | –     | –     | –     | –     | –     | –     | –     | –     | –     | –     |
| Gesamt                      | 29    | 29    | 29    | 27    | 27    | 27    | 27    | 27    | 27    | 27    | 27    |

Anmerkungen

### Bürgermeister
Seit dem 11. Januar 2018 ist Carol van Eert (PvdA) amtierender Bürgermeister der Gemeinde. Zu seinem Kollegium zählen die Beigeordneten Ronald Haverkamp (VVD), Marc Budel (CDA), Gea Hofstede (PvdA), Dorus Klomberg (D66) sowie der Gemeindesekretär Hans Kettelerij.

## Lage und Wirtschaft
Die Gemeinde bildet den Südostrand der waldreichen Landschaft Veluwe zwischen Arnheim im Süden und Brummen im Nordosten.
Velp, Rheden und Dieren haben Bahnhöfe an der Bahnstrecke Arnhem–Leeuwarden; nur in Dieren halten auch Schnellzüge.
Zwischen Arnheim und Dieren verläuft, entlang der IJssel, die Autobahn A348.
Dieren liegt an dem IJssel, hat aber keinen großen Hafen. De Steeg hat einen Yachthafen.
In der Nähe gibt es 3 Campingplätze:
- Dorado Beach
- IJsselstrand
- Zwarte Schaar

Haupterwerbsquelle ist der Tourismus. Im Osten gibt es auch Landwirtschaft (Milchviehhaltung) entlang des IJssels. Rheden hat einige Backsteinfabriken, und bei De Steeg gab es früher ein großes Stahlwerk (2002 geschlossen). In Dieren steht die Fahrradfabrik der bekannten Firma Gazelle.
Außerdem gibt es vor allem in Dieren und zwischen Velp und Arnheim noch viel Kleingewerbe.

## Geschichte
Rheden hieß im Mittelalter Rheton. Das bedeutet: Stelle wo Reet wächst.
Im 16. Jahrhundert war Rheden mit Dieren (Diederen) ein Schultamt, Rechtsgebiet eines Schultheißen. Dieser „schout“ war Richter und in diesen unruhigen Zeiten auch oberster Polizist. Im 19. Jahrhundert wuchs Velp stark, durch seine Nähe zum Verwaltungszentrum Arnheim und durch die Ansiedlung mehr oder weniger vermögender Rentner, u. a. aus Den Haag. Später siedelten sich auch Bürger der Mittelklasse und Pendler an.
Dieren wurde ein bescheidener Industrieort, der bis etwa 1960 einen Wasserweg und eine Eisenbahnverbindung mit Apeldoorn hatte.

## Sehenswürdigkeiten
- Bei Rheden kann man den Naturpark Veluwezoom betreten. Wanderungen und Radtouren sind hier möglich. Der höchste Punkt der Veluwe, in der Nähe des einfachen, nicht per Auto erreichbaren, Restaurants Carolinahoeve, befindet sich hier (110 Meter über N.N.).
- Es gibt noch viele andere Wälder und Heideflächen in diesem Gebiet.
- In der Gemeinde liegen mehrere Schlösser:
  - Biljoen, bei Velp (15. Jahrhundert);
  - Gelderse Toren, bei Spankeren (15. Jahrhundert; um 1800 abgerissen und neu gebaut);
  - Middachten, bei De Steeg (16. Jahrhundert; nur Middachten kann innen besichtigt werden);
- Zwischen Apeldoorn und Dieren verkehren im Sommer Dampfzüge auf der Museumseisenbahn der VSM.